# ジョリエット・スラマーズ
ジョリエット・スラマーズ（Joliet Slammers）は、プロ野球独立リーグのフロンティアリーグ（東地区）に加盟している野球チーム。本拠地は、アメリカ合衆国イリノイ州ジョリエット。

## 概要
2002年にジョリエット・ジャックハンマーズ（Joliet JackHammers）として創設され、ノーザンリーグに加盟。
2010年のシーズン終了後、チームはSteel City Baseball LLCに売却され、チーム名を現在のものに変更。2011年から、フロンティアリーグへ加盟する。

## 所属選手
- コーリー・ポール（2004、元：西武ライオンズ）
- メルビン・ニエベス（2006、元：福岡ダイエーホークス）
- カルロス・カスティーヨ（2008、元：福岡ダイエーホークス）